# Karl Ferdinand Friedrich von Nagler
Pour les articles homonymes, voir Nagler.
Karl Ferdinand Friedrich von Nagler, né le 22 janvier 1770 à Ansbach et mort le 13 juin 1846 à Berlin, est un General-Postmeister prussien.

## Biographie
Von Nagler a étudié le droit et les sciences politiques à Erlangen, Göttingen ainsi qu'à Berlin. Après avoir réussi ses examens, Nagler entre d'abord dans la fonction publique à Ansbach et s'occupe de réorganiser les provinces prussiennes en Franconie. En 1795, il a été promu au Conseil de la guerre et des domaines et est venu à Berlin, où il est devenu un conseiller secret Légation en 1804. À partir de 1821, il introduisit de nouveaux principes pour l'administration postale en tant que président de l'Administration générale des postes, qui furent ensuite poursuivis et perfectionnés par son successeur Gottlieb Heinrich Schmückert.
De 1823 à 1836, il a été maître de poste général et de 1823, il a également été membre du Conseil d'État.
À partir de 1824, Nagler est souvent envoyé au Bundestag à Francfort-sur-le-Main. En 1836, il est nommé ministre d'État secret. Nagler a utilisé le trafic postal pour la surveillance de la police en raison de son attitude très conservatrice. Il est considéré comme le fondateur des services postaux modernes.
En 1823, il fut anobli. Il est inhumé dans l'ancien cimetière de la cathédrale de Berlin.